# Аков
Аков је стара мера за течност, око 50 литара, према месту и времену различите садржине; мађарски akó значи ведро. 
У XII и XIV веку, на пример, аков је истоветан чабру и садржи 5 сремачких каблова. 
У XIII веку пожунски аков је истоветан ведру и садржи 32 пинте или 64 холбе, службене пожунске мере (54,4 литре). Нешто већи је бечки аков (56,6 литара). 
У XIII и XIV веку аков је, такође, назив за винску даћу која се мери и даје том мером.